# Cosmosoma impudica
Cosmosoma impudica är en fjärilsart som beskrevs av William Schaus 1911. Cosmosoma impudica ingår i släktet Cosmosoma och familjen björnspinnare. Inga underarter finns listade i Catalogue of Life.